# Maszycka-Höhle

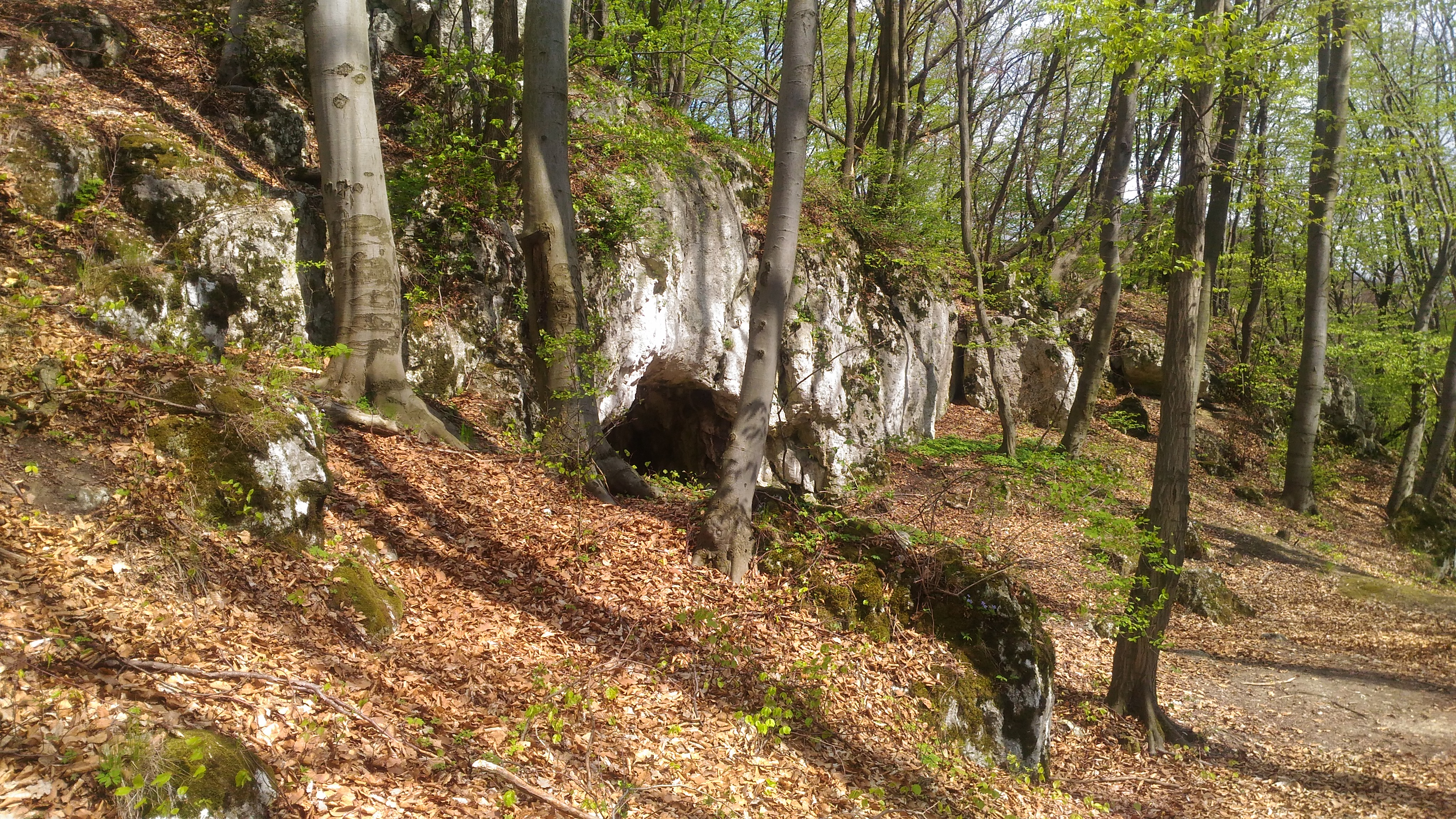
Lage der Höhle am Hang der Prądnik

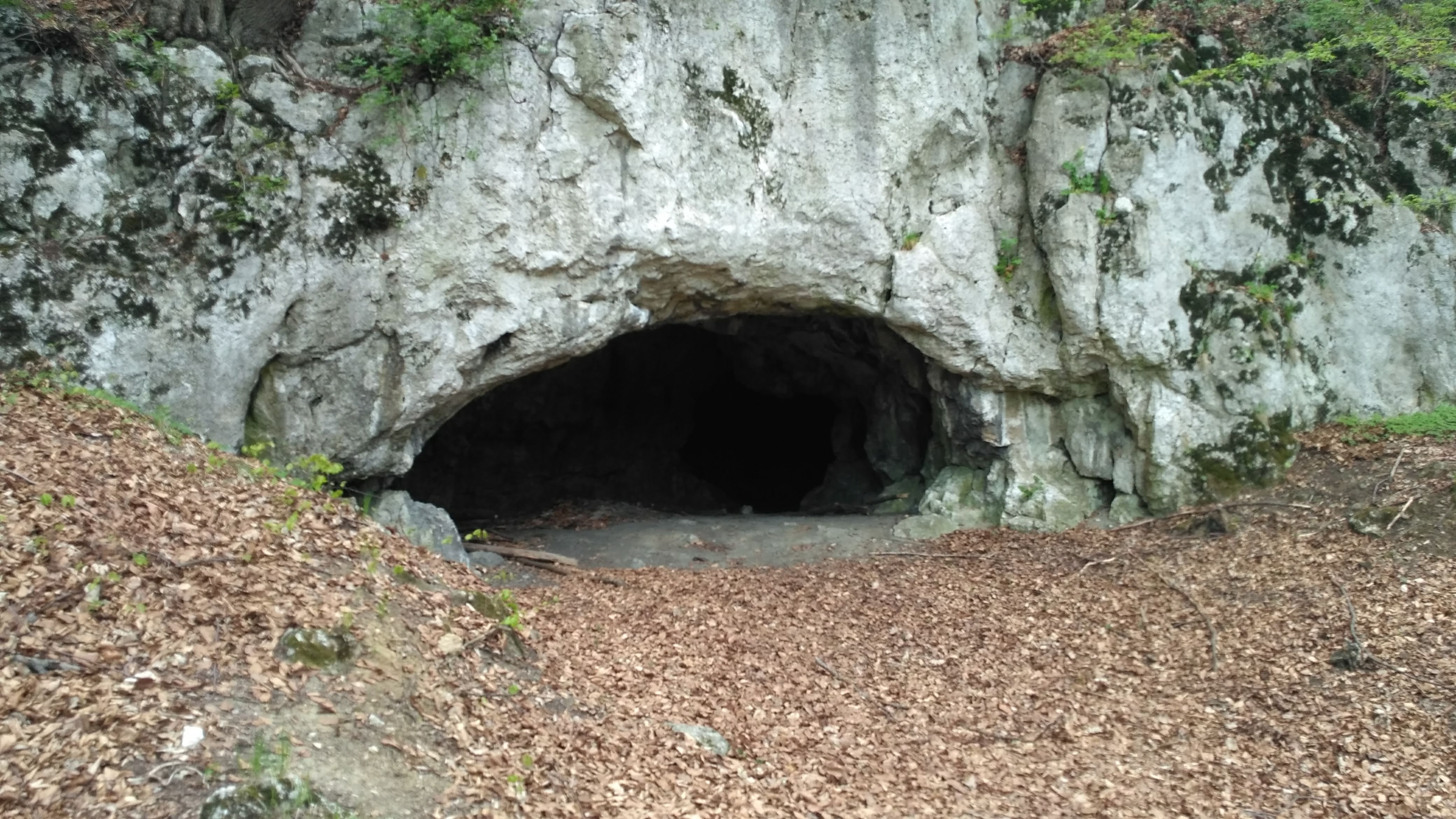
Eingang zur Höhle

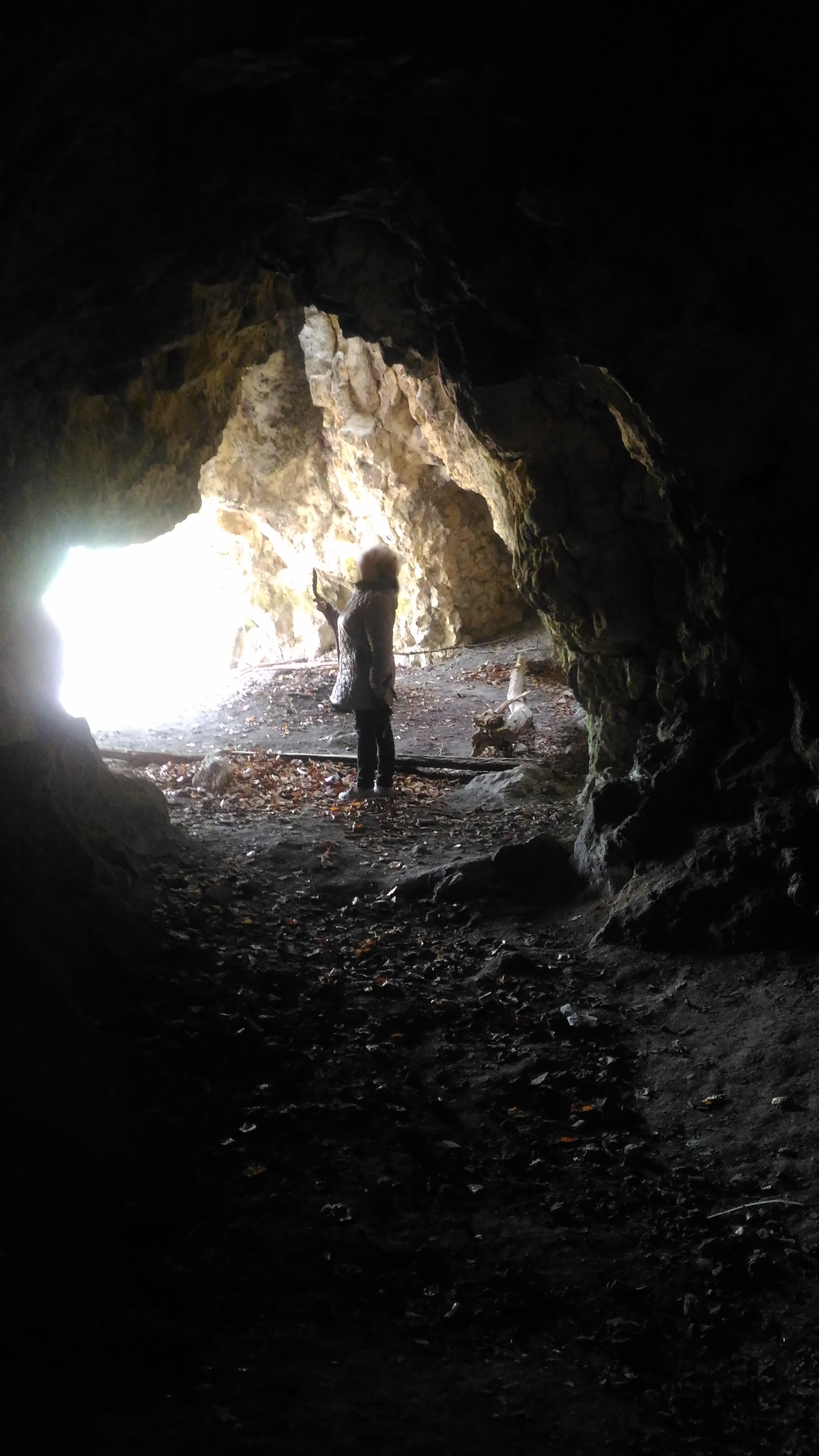
Im Inneren der Höhle

Die Maszycka-Höhle ist eine archäologische und paläoanthropologische Fundstätte im Nationalpark Ojców, westlich des namensgebenden Dorfes Maszyce (Gemeinde Skała) und rund 20 Kilometer nördlich von Krakau, in der polnischen Woiwodschaft Kleinpolen. Die Höhle gilt als eine der bedeutendsten Fundstätten aus der Epoche des Magdalénien in Mitteleuropa. Entdeckt wurden in ihr u. a. zahlreiche Steinwerkzeuge sowie mehrere Dutzend nicht zusammengehörige Fragmente von menschlichen Knochen, von denen einige Schnittspuren aufweisen.

## Erforschung
Die Maszycka-Höhle liegt am linken Hang des Flüsschens Prądnik, eines Zuflusses zur Weichsel. Der rund 6 Meter breite Eingang weist nach Süd-Südwest und ermöglicht den Zugang zu einem rund 13 Meter langen und 2,50 Meter hohen, aus zwei Kammern bestehenden Hohlraum. Die vordere Kammer hat ein Volumen von rund 40 Kubikmetern, die hintere Kammer von rund 13 Kubikmetern. Vor dem Eingang befindet sich eine Terrasse mit einer Fläche von ca. 20 m².
Erste Ausgrabungen fanden 1883/84 unter Leitung von Gotfryd Ossowski statt, der den Höhlenboden und Teile der Terrasse großflächig abtragen ließ. Die im Verlauf der Arbeiten geborgenen Steinwerkzeuge wurden seitdem der Epoche des Magdaléniens zugeschrieben. Anfang der 1960er-Jahre begann Stefan Karol Kozłowski (1938–2022) zunächst damit, die Überreste der Terrasse zu erforschen. Dabei entdeckte er von früheren Arbeiten ungestört gebliebene Bodenschichten. Er konnte zudem nachweisen, dass es in der Höhle nur eine einzige Siedlungsschicht gab, und zwar – wie zu erwarten – aus dem späten Jungpaläolithikum. Eine Datierung mehrerer Funde mit Hilfe der Beschleuniger-Massenspektrometrie ergab 2012 jeweils ein unkalibriertes Alter von 15.000 Jahren BP (kalibriert: ca. 18.000 Jahre BP), was etwas älter ist, als vorhergehende Datierungen mit Hilfe der Radiokarbonmethode aus den 1980er-Jahren nahegelegt hatten und bedeutet, dass die Höhle zu den ältesten Fundstätten des Magdalénien gehört.

## Funde
In der 2012 publizierten Studie wurde ferner berichtet, dass rund 360 Knochen einer bestimmten Art zugeordnet werden konnten. Am häufigsten fand man Pferdeknochen, gefolgt von Rentieren, Rothirschen, Rindern, Saigas und Bären (meist Braunbären). Die meisten Knochen sind gebrochen, was auf menschliche Aktivitäten zurückgeführt wurde.
2017 wurden die im Archäologischen Museum Krakau verwahrten 50 menschlichen Knochenfunde aus der Grabung von 1883/84 sowie 9 Knochenfunde aus den Grabungen zwischen 1962 und 1966 (verwahrt in der Universität Warschau) erstmals gemeinsam neu analysiert, und zwar in einer Studie von Forschern des Römisch-Germanischen Zentralmuseums. Revidiert wurden von ihnen beispielsweise frühere Angaben zum Lebensalter der ehemaligen Besitzer der Knochen; nunmehr wurde argumentiert, die Knochenfunde könnten mindestens neun Individuen zugeordnet werden, vier Erwachsenen und fünf Kindern. Besonderes Augenmerk wurde auf mögliche Bearbeitungen der Knochenoberflächen gelegt, d. h. insbesondere auf Schnittspuren sowie auf Brüche kurz nach Eintritt des Todes. Bei einem rechten Scheitelbein wurde tatsächlich eine kurz nach dem Tod – vermutlich durch einen Schlag verursachte – Schädigung des Knochens festgestellt. Anders als in den 1990er-Jahren behauptet, ergab die Überprüfung der früheren Befunde keinen gesicherten Hinweis darauf, dass in oder vor der Höhle 20 bis 25 Individuen getötet, zerlegt und gegessen wurden. Es wurden zwar an fünf Knochen Schnittspuren festgestellt, dies war jedoch den Forschern zufolge nur eine im Vergleich mit anderen Fundstellen des Magdaléniens sehr geringe Anzahl bearbeiteter Knochen.
Nach Abschluss der vorerst letzten Grabungen im Jahr 2013 wurde 2025 eine erneute Übersicht über die Funde aus der Maszycka-Höhle veröffentlicht. Diesem Forschungsbericht zufolge wurden u. a. 360 identifizierbare Tierknochen, 292 Steinwerkzeuge und 61 menschliche Knochen geborgen und als Hinterlassenschaft von Aufenthalten in Herbst und Winter interpretiert. Die menschlichen Knochen stammen demnach von mindestens sechs Erwachsenen und vier Kindern, an 36 Knochen wurden unmittelbar nach dem Tod „kulturelle Änderungen“ (cultural modifications) vorgenommen, in Form von Schnitten, Kratzern und Brüchen; es gibt aber keine menschlichen Zahnabdrücke auf den Knochen. An Schädelknochen galten die Bearbeitungen mutmaßlich dem Entnehmen des Gehirns. Etliche große Röhrenknochen der Arme und Beine und selbst ein Wadenbein weisen Schnittmuster auf, wie sie typisch sind für eine Entfleischung, und Brüche, die geeignet waren, um an das Knochenmark zu gelangen. Ob es sich im Fall der Maszycka-Höhle um Kannibalismus oder um einen Totenkult handelte, ob Individuen aus ortsfremden Gruppen getötet und verzehrt wurden oder ob eigene Tote durch Verzehr von Körperteilen in ihren Nachkommen weiterleben sollten, lassen die Autoren der Studie offen; sie erläutern jedoch insbesondere unter Verweis auf die Brüche der Langknochen:

„Die Hauptschwierigkeit besteht in der Unterscheidung zwischen Schlachtvorgängen, die mit der Vorbereitung der Leichen für den Verzehr zusammenhängen, und anderen Arten von Bearbeitungen, die im Verlauf der Bestattungspraktiken stattgefunden haben könnten und bei denen die Nahrungsaufnahme keine Rolle spielte. Nichtsdestotrotz war der Zweck des Schlachtens die Gewinnung von Nahrungsressourcen – Fleisch, Eingeweide und Mark.“

## Belege
1. 1 2  Jörg Orschiedt et al.: Human Remains from Maszycka cave (woj. małopolskie / pl): the Treatment of Human Bodies in the Magdalenian. In: Archäologisches Korrespondenzblatt. Jahrgang 47, Nr. 4, 2017, S. 423–565, Volltext.
2. 1 2  Stefan Karol Kozłowski et al.: New information from Maszycka Cave and the Late Glacial recolonisation of Central Europe. In: Quaternary International. Band 272–273, 2012, S. 288–296, doi:10.1016/j.quaint.2012.02.052.
3. ↑   Francesc Marginedas et al.: New insights of cultural cannibalism amongst Magdalenian groups at Maszycka Cave, Poland. In: Scientific Reports. Band 15, Artikel-Nr. 2351, 2025. doi:10.1038/s41598-025-86093-w.

Koordinaten: 50° 10′ 44″ N, 19° 49′ 45,1″ O